# 梶淳
梶淳（日语：／ Kaji Atsushi，1967年2月21日—），日本朝日電視台的男性製作人，目前隸屬於綜合事業局。出身於靜岡縣。
曾擔任超級戰隊系列、金屬英雄系列、平成假面騎士系列系列等特攝作品，以及《哆啦A夢》和《蠟筆小新》等動畫作品的製作人。

## 來歷、人物
淳從靜岡縣立濱松北高等學校、神戶大學教育系畢業後，於1989年加入朝日電視台。在累積了綜藝節目經驗後，他在公司的第二年就轉到了電視劇部門，並擔任系列街的助理導演，但同年隨著節目時段結束後，他加入了朝日電視台宇都宮恭三手下的製作團隊，參與兒童節目的製作，這是他的夢想。同年，他擔任了《鳥人戰隊噴射人》、《特救指令Solbrain》的製作人，儘管他曾擔任過宇都宮、東映的鈴木武幸、堀長文等老將的助手。從1992年的作品開始，宇都宮退休後，他成為該電視台的首席製作人。
此後，梶淳在1996年《激走戰隊車連者》和《B-Fighter Kabuto》的中途離開了特攝片一段時間，但從2005年的平成假面騎士系列《假面騎士響鬼》回歸，並且2009年他持續創作此系列作品直至2009年《假面騎士Decade》完結。也參與了《假面騎士W》的介紹，並代替製作人本井健吾作為節目的代表出席了製作發表會。
梶淳參與製作的其他作品還包括《哆啦A夢：大雄的發條都市冒險記》等《哆啦A夢》電影，以及《我的爺爺》、《守護月天！》等。他還在2005年擔任新版電視系列《哆啦A夢 (2005年版)》的製作人，之後於2007年轉而擔任《蠟筆小新》的製作人。雖然他已辭去內容事業部製作人一職，但自2016年起，他隸屬於綜合事業局，並製作了《假面騎士Amazons》和其他節目。
2010年至2011年，他擔任東京藝術大學大學院影像研究系兼任講師。

## 作品列表

### 電視動畫
- 機動新世紀鋼彈X
- 靈異教師神眉
- 忍企鵝真丸（日语：忍ペンまん丸）
- 遊☆戲☆王
- 守護月天！
- 我們這一家
- 釣魚迷日記（途中開始）
- 哆啦A夢 (2005年版)（2005年—2006年為止）
- 新宇宙飛龍 LEGEND OF DAIKU-MARYU
- 真仙魔大戰
- 旁邊的兒童 我的火腿組（日语：はたらキッズ マイハム組）
- 蠟筆小新（2007年—2009年7月31日為止）
- 來自新世界

### 電影
- 哆啦A夢：大雄的發條都市冒險記
- 哆啦A夢：大雄的南海大冒險
- 哆啦A夢：大雄的宇宙漂流記
- 哆啦A夢：大雄與機器人王國
- 哆啦A夢：大雄與風之使者
- 我的爺爺（日语：わたしのグランパ）
- 銀天使（日语：銀のエンゼル (映画)）

### 特攝影集
- 超級戰隊系列
  - 地球戰隊五人組（第38話以降。工作人員字幕未記載）[2]
  - 鳥人戰隊噴射人
  - 恐龍戰隊獸連者（第34話以降）
  - 五星戰隊大連者
  - 忍者戰隊隱連者
  - 超力戰隊王連者
  - 激走戰隊車連者（至第21話）

- 金屬英雄系列
  - 特警Winspector（終盤以降。工作人員字幕未記載）[2]
  - 特救指令Solbrain
  - 特搜Exceedraft（第35話以降）
  - 特搜機器人Janperson
  - Blue SWAT
  - 重甲B-Fighter
  - B-Fighter Kabuto（至第20話)

- 假面騎士系列
  - 幪面超人響鬼
  - 假面騎士KABUTO
  - 幪面超人電王
  - 假面騎士KIVA
  - 假面騎士Decade（至第27話）
  - 假面騎士G
  - 假面騎士Amazons
  - 假面戰隊五騎士

## 著書
- （鑽石社（日语：ダイヤモンド社），2014年 ISBN 978-4478026403）